# 截苞柳
截苞柳（学名：Salix resecta）为杨柳科柳属的植物。分布于中国大陆的云南、四川等地，生长于海拔2,800米至4,250米的地区，多生长在山谷湿地，目前尚未由人工引种栽培。